# پرزلیه
پرزلیه (به ایتالیایی: Preseglie) یک کومونه در ایتالیا است که در استان برشا واقع شده‌است. پرزلیه ۱۱ کیلومتر مربع مساحت و ۱٬۵۸۸ نفر جمعیت دارد.